# Зубов, Валерий Михайлович
Вале́рий Миха́йлович Зу́бов (9 мая 1953, Новоспасское, Первомайский район, Тамбовская область, СССР — 27 апреля 2016, Москва, Россия) — советский и российский экономист и политический деятель, второй губернатор Красноярского края (1993—1998), депутат Государственной думы третьего, четвёртого, пятого и шестого созывов, в середине 2000-х один из четырёх сопредседателей Республиканской партии России. Доктор экономических наук, профессор, специалист в области экономической статистики. Автор четырёх монографий, 27 научных работ. Профессор Высшей школы бизнеса МГУ имени М. В. Ломоносова.

## Биография

### Начало жизненного пути
Рождённый в семье геологов, Валерий Зубов окончил среднюю школу в Лермонтове Ставропольского края в 1970 году, после чего начал свою рабочую карьеру в Казахской ССР как слесарь монтажно-строительного управления Министерства среднего машиностроения. Опыт работы также приобрёл в геологоразведочной экспедиции в Ставропольском крае, посёлке Арзгир, занимая должность помощника бурильщика. В 1971 году Зубов поступил в Московский геологоразведочный институт имени Серго Орджоникидзе, но через два года решил перевестись в Московский институт народного хозяйства имени Г. В. Плеханова. Окончание обучения пришлось на 1977 год, когда с отличием был завершён курс по специальности «планирование народного хозяйства». В 1978—1979 годах он отслужил срочную службу в войсках противовоздушной обороны.

### Преподавательская и управленческая деятельность
В 1982 году в Московском институте народного хозяйства имени Г. В. Плеханова успешно защитил кандидатскую диссертацию на соискание учёной степени кандидата экономических наук и по собственному желанию был распределён на работу в Красноярск. В период с 1982 по 1988 годы, а затем с 1991 по 1992 годы, он работал в Красноярском государственном университете, где прошёл путь от старшего преподавателя до декана экономического факультета, став самым молодым деканом в стране. В 1986—1987 годах Зубов проходил стажировку в Оклахомском университете в городе Норман, США, где изучал особенности организации труда в этой стране.
Зубов продолжил своё образование в докторантуре Московского экономико-статистического института с 1988 по 1991 годы. В 1991 году он защитил докторскую диссертацию на тему «Методология статистической оценки качества экономического роста». В конце 1990-х работал на должности заместителя директора Красноярской универсальной товарно-фондовой биржи и был одним из основателей красноярской биржи «Тройка». С 1999 года занимал должность профессора кафедры социально-экономического планирования Красноярского государственного университета.
Член Национального Совета по корпоративному управлению.
Президент Международной ассоциации фондов жилищного строительства и ипотечного кредитования (МАИФ).
Вице-президент Российской шахматной федерации.
Член-корреспондент Академии экономических наук и предпринимательской деятельности России

### Политическая деятельность

#### В администрации Красноярского края
В 1992 году — заместитель главы Администрации Красноярского края, начальник главного управления экономики администрации края.
28 января 1993 года стал и. о. главы администрации Красноярского края, затем в апреле был избран главой Администрации Красноярского края (в апреле 1996 года — должность стала именоваться губернатор Красноярского края). Осенью 1993 года поддержал роспуск Верховного Совета РФ.
В Администрации Красноярского края имел прозвище «краевой Гайдар».
В 1993 году был выдвинут кандидатом в члены Совета Федерации по двухмандатному округу от Красноярского края, а в 1994—1995 годы — член Совета Федерации I созыва (Енисейский округ № 24), член Комитета по бюджету, финансовому, валютному и кредитному регулированию, денежной эмиссии, налоговой политике и таможенному регулированию.
В 1996—1998 годы — член Совета Федерации II созыва, заместитель председателя Совета Федерации Федерального собрания Российской Федерации, координатор работы комитетов по социально-экономическим вопросам..
17 мая 1998 года потерпел поражение на выборах губернатора от А. И. Лебедя.
С ноября 1998 года — сопредседатель Сибирского общественно-политического движения «Союз ради будущего».
Член Межрегиональной ассоциации «Сибирское Соглашение».

#### Депутат Государственной думы
В декабре 1999 года Зубов был избран депутатом Государственной думы Российской Федерации, представляя Красноярский одномандатный избирательный округ № 48, и набрал 33,3 % голосов избирателей. В Думе был членом депутатской группы «Народный депутат». В период с 2000 по 2002 годы являлся членом комитета по бюджету и налогам. С 2001 по 2004 годы участвовал в работе трехсторонней группы по совершенствованию межбюджетных отношений в России и был членом нескольких межфракционных объединений, включая «Сибирское Соглашение», «Энергию России», «Деловую Россию» и «Товаропроизводители России». Также был членом трёх депутатских групп в Государственной Думе, поддерживающих связи с парламентами Японии, Канады и Казахстана. В апреле 2002 года был избран председателем комитета по кредитным организациям и финансовым рынкам. В июне того же года Зубов стал членом согласительной комиссии Государственной думы, задачей которой было преодоление разногласий по новой редакции закона «О Центральном банке РФ».
В декабре 2003 года был переизбран депутатом Государственной думы от Красноярского одномандатного избирательного округа № 50.
В 2002—2003 годы — председатель Комитета Государственной Думы по кредитным организациям и финансовым рынкам.
Был заместителем председателя Межведомственной комиссии Совета Безопасности РФ по безопасности в сфере экономики.
В 2003—2005 годах занимал должность первого заместителя председателя комитета Государственной думы по кредитным организациям и финансовым рынкам.
Был членом движения «Наш дом — Россия», затем членом Народной партии Российской Федерации и партии «Единая Россия».
23 апреля 2005 вышел из партии «Единая Россия» и вступил в Республиканскую партию России. Также вышел из фракции «Единой России» в Государственной думе.
В 2005—2007 годы — член политического совета Республиканской партии России.
В 2007 году возглавил избирательный список партии «Справедливая Россия» на выборах в Законодательное собрание Красноярского края.
В 2007 году был избран депутатом Государственной думы по избирательному списку партии «Справедливая Россия» (№ 1 в Красноярской группе). Был членом фракции «Справедливая Россия» и членом комитета Государственной думы по экономической политике и предпринимательству.
В 2011 вновь возглавил партийный список «Справедливой России» в Красноярском крае для участия в Законодательном собрании.
В 2011 году избран депутатом Государственной Думы ФС РФ.
В 2014 году занял четвёртое место среди самых богатых депутатов Государственной думы от Красноярского края.
Был одним из восьми депутатов, проголосовавших против так называемого закона Димы Яковлева, запрещающего усыновление российских детей-сирот иностранными гражданами.
Также был одним из трёх депутатов, которые не участвовали в голосовании по аннексии Крыма.
Скончался 27 апреля 2016 года в Москве после тяжёлой продолжительной болезни. Похоронен в Москве на Троекуровском кладбище.

### Личная жизнь
Вдова Евгения Зубова — доцент Российской экономической академии им. Г. В. Плеханова, дочь Екатерина, сын Иван и внук Иван.

## Награды
- Орден Почёта (7 мая 1996 года) — за заслуги перед государством и многолетний добросовестный труд[24]
- Медаль «За трудовое отличие».[5][8]
- Почётная грамота Президента Российской Федерации (12 декабря 2008 года) — за активное участие в подготовке проекта Конституции Российской Федерации и большой вклад в развитие демократических основ Российской Федерации[25]
- Благодарность Президента Российской Федерации (30 мая 1998 года) — за добросовестный труд и последовательное проведение курса экономических реформ[26]
- Благодарность Президента Российской Федерации (12 августа 1996 года) — за активное участие в организации и проведении выборной кампании Президента Российской Федерации в 1996 году[27].
- Премия «Российский Национальный Олимп» в номинации «Политический деятель 2002—2003» с вручением ордена «За честь и доблесть»[5]

## Оценки и память
Председатель Законодательного Собрания Красноярского края А. В. Усс: 
Валерий Михайлович Зубов для меня не просто депутат Государственной Думы, не просто губернатор. Это человек, который мне близок, поскольку волею случая наши судьбы в начале девяностых годов оказались переплетены. Он сыграл решающую роль в моем приходе в политику. А до этого такую же роль в его политической судьбе пришлось сыграть мне. Он был первым по-настоящему народным губернатором, избранным без всякого пиара, без поддержки «денежных мешков». И ему пришлось занять этот пост в самые тяжелые в новейшей истории Красноярского края годы, когда были многомесячные задержки заработной платы и острейший дефицит всего — денег, угля, доверия людей. И мне кажется, он с этой ролью справился очень достойно. Потом были тяжелейшие выборы, одни из самых значимых в нашей стране, которые могли сложиться в пользу Зубова. И если бы это случилось, точно знаю: он был бы одним из самых ярких управленцев и политических деятелей России. У него все для этого было: и отличное образование (он был настоящим ученым), и политическая воля, и мудрость, и умение говорить с людьми. Естественно, резкий поворот в жизни не мог не сказаться на его личности. И тем не менее он не потерялся — все эти годы был на виду, был настоящим депутатом — с собственным мнением, с очень глубоким государственным мышлением, хотя его взгляды по многим вопросам резко расходились с официальной экономической политикой. Валерий Михайлович Зубов — это целая эпоха в истории Красноярского края…

Глава Красноярска Э. Ш. Акбулатов и председатель Красноярского городского Совета депутатов Т. И. Казанова: 
Преждевременный уход Валерия Михайловича стал потрясением для очень многих красноярцев. Валерий Михайлович был вторым губернатором Красноярского края, он возглавлял регион с 1993 по 1998 годы — в самый непростой и неспокойный период экономических и политических реформ, когда быть у власти означало принять на себя колоссальную ответственность, не испугаться решения сложнейших задач и каждодневной честной работой оправдывать доверие и надежды людей. Это требовало не только знаний, навыков, управленческого таланта и опыта, но и незаурядного характера — силы, принципиальности, мужества, смелости иметь своё мнение и уметь его аргументировать. Все эти качества, безусловно, были присущи Валерию Михайловичу. Он твёрдо и последовательно отстаивал интересы края и на посту губернатора, и в качестве депутата Государственной Думы и всегда воспринимал свои должности, прежде всего, как возможность помочь развитию региона, как необходимость способствовать улучшению жизни земляков-красноярцев.
Красноярцы сохранят самую светлую, благодарную память о Валерии Михайловиче Зубове — ярком политике, высококлассном профессионале, достойном человеке.

Директор Института экономики, управления и природопользования Сибирского федерального университета, кандидат экономических наук, доцент кафедры социально-экономического планирования отмечала Е. Б. Бухарова отмечала:
«Приехав из Москвы в 1982 году, молодой кандидат наук Валерий Михайлович стал деканом экономического факультета КрасГУ. Активный, неравнодушный, с ним очень интересно и счастливо работалось. Для каждого — студента ли, сотрудника — у него всегда находились добрые, справедливые слова. Он, как очень немногие, умел ценить людей.
Мы гордились и гордимся тем, что наш Валерий Михайлович, доктор экономических наук, стал первым избранным народом губернатором Красноярского края. Потом, став депутатом Государственной думы, не кривил душой, не боялся быть в меньшинстве, если так диктовала живая его совесть.
Не только мы потеряли сегодня верного друга, умного человека, но и страна лишилась честного государственного деятеля. Спасибо, что Вы были с нами…»
Директор Центра гуманитарных исследований и консультирования «Текущий момент», кандидат исторических наук, политолог С. Г. Комарицын:
«Таких людей очень мало во власти. Валерий Зубов — абсолютный бессребреник, руководствовался всегда интересами страны, края, не входил ни в какие кланы, корпоративные объединения, был настоящим патриотом Красноярского края. С другой стороны, Валерий Зубов — один из самых компетентных в России депутатов и губернаторов. Реально понимал, что такое бюджет, как им управлять. Он не был бездумным исполнителем чьей-то воли, был самостоятельным человеком. В личном общении глубоко интеллигентный, душевный и порядочный человек. Я долго с ним работал и в администрации края, и затем поддерживали дружеские отношения. Был надёжным другом и товарищем. На него всегда можно было рассчитывать, зная, что он не подведёт. Валерий Зубов хотел оставаться в активной жизни, активной политике, собирался на выборы, но не получилось…»
6 июня 2018 года в Красноярске в память о Валерии Зубове была открыта мемориальная доска на доме № 12 «Б» по улице Менжинского. Именно здесь политик жил и работал в 1984—2016 гг.

## Научные труды

### Диссертации
- Зубов В. М. Методология статистической оценки качества экономического роста / диссертация ... доктора экономических наук : 08.00.11. — М.: Моск. экон.-стат. ин-т, 1991. — 304 с.

### Монографии и пособия
- Зубов В. М. Введение в статистический метод : Общ. теория статистики. Учеб. пособие. — Красноярск: Изд-во Краснояр. ун-та, 1984. — 104 с.
- Зубов В. М. От неплатежей — к развитию. — М.: Экономика, 1999. — 204 с. — ISBN 5-282-01967-1.
- Зубов В. М. Как измеряется производительность труда в США / Под ред. Р. В. Гаврилова. — М.: Финансы и статистика, 1990. — 144 с. — ISBN 5-279-00292-5.
- Зубов В. М. Качество экономического роста: (Теоретические и методологические аспекты статистической оценки). — Красноярск: Изд-во Краснояр. ун-та, 1991. — 138 с. — ISBN 5-7470-0252-X.
- Зубов В. М. Переход. Красноярский взгляд на московские реформы. — М.: Терра-Спорт, 1999.
- Зубов В. М., Сауль С. Н. Что должен знать губернатор о Бюджетном кодексе Российской Федерации? : Практ. пособие для рук. субъектов Рос. Федерации и муницип. образований. — М.: Моск. обществ. науч. фонд, 2000. — 391 с. — (Библиотека местного самоуправления / Моск. обществ. науч. фонд.; Вып. 31). — ISBN 5-89554-197-6.
- Инновационный парламент / авт.-сост. В. М. Зубов. — М.: Изд. Гос. Думы, 2010. — 79 с.
- Зубов В. М., Иноземцев В. Л. Сибирский вызов. — М.: Перо, 2013. — 88 с. — 1000 экз. — ISBN 978-5-91940-529-0.
- Зубов В. М., Иноземцев В. Л. Сибирское благословение. — М.: АРГАМАК-МЕДИА, 2013. — 192 с. — (Научное сообщество). — 2000 экз. — ISBN 978-5-00024-009-0.
- Зубов В. М., Макаркин А. В, Петров С. А., Чепа А. В. Социал-демократическая альтернатива. — М.: Перо, 2014. — 144 с. — ISBN 978-5-91940-949-6. Архивировано 16 апреля 2014 года.

### Статьи
- Зубов В. М. В знакомой игре заметно изменились правила (тезисы к размышлению) // Journal of Siberian Federal University. Humanities & Social Sciences. — 2015. — № 8. — С. 17—20.

## Интервью
- «Тогда все стреляли друг в друга». Бывший красноярский губернатор Валерий Зубов о событиях 90-х годов // Лента.ру, 26.11.2015 (интервью)